# Огородов, Станислав Анатольевич
Станисла́в Анато́льевич Огоро́дов (род. 1 мая 1973, Москва, СССР) — российский учёный, специалист в области морской геоморфологии и полярной геоэкологии. Доктор географических наук, руководитель лаборатории геоэкологии Севера географического факультета МГУ, автор и соавтор нескольких монографий и многочисленных научных статей по динамике береговой зоны замерзающих морей и рельефообразующей деятельности морских льдов. Лауреат премии им. Шувалова (2012), обладатель почётного учёного звания «Профессор РАН» (2018).

## Биография, карьера
Родился в 1973 году в Москве.
В 1990 году поступил на географический факультет МГУ имени М. В. Ломоносова. В 1995 году окончил вуз по кафедре геоморфологии и палеогеографии, поступил в аспирантуру. 
В 1999 году защитил диссертацию на соискание учёной степени кандидата географических наук, тема: «Морфология и динамика современных трансгрессивных баров Каспийского моря», специальность: «геоморфология и эволюционная география».
С 1999 года работает в научно-исследовательской лаборатории геоэкологии Севера географического факультета МГУ. Прошёл должностной путь от ведущего инженера до главного научного сотрудника, заведующего лабораторией (2020).
В 2014 году защитил диссертацию «Рельефообразующая деятельность морских льдов» на соискание степени доктора географических наук.

## Научная и экспедиционная работа
Научные интересы С. А. Огородова сосредоточены в области динамики берегов и дна арктических и других замерзающих морей. Он является организатором и участником морских и береговых экспедиций, исследований на Каспии, на Дальнем Востоке и в Арктике. Создатель сети стационаров мониторинга динамики берегов Печорского и Карского морей. 
При участии Огородова
- определена роль морских льдов как одного из наиболее значимых факторов формирования и динамики рельефа прибрежно-шельфовой зоны замерзающих морей;
- выполнено описание морфологических и морфометрических признаков форм и микроформ рельефа, образовавшихся в результате динамических воздействий морских льдов в прибрежно-шельфовой зоне арктических и других замерзающих морей;
- получены количественные оценки предельных глубин экзарации дна и берегов ледяными торосистыми образованиями;
- выполнены оценки сохранности форм ледово-экзарационного рельефа и интенсивности воздействий морских льдов на берега и дно мелководной замерзающей акватории в зависимости от глубины моря, рельефа дна и транспорта наносов в береговой зоне;
- проведена интегральная оценка и выполнено ранжирование арктических морей по интенсивности ледово-экзарационных воздействий морских льдов;
- выполнены оценки влияния изменений климата на интенсивность экзарации дна ледяными образованиями;
- выполнены оценки влияния изменений климата и ледовитости арктических морей на динамику берегов криолитозоны.

Научные результаты Огородова востребованы и внедрены в прикладной области: на объектах обустройства шельфа и побережья Арктической зоны Российской Федерации.

## Научные публикации
С. А. Огородов — автор и соавтор более 100 научных трудов, включая ряд книг и атласов, изданных в России и за рубежом. Некоторые публикации:
- "Огородов С.А." / Роль морских льдов в динамике рельефа береговой зоны, М.: Изд-во Московского университета, ISBN 978-5-211-06275-7, 2011, 173 с.
- State of the Arctic Coast 2010 – Scientific Review and Outlook / Forbes, D.L. (ed.). International Arctic Science Committee, Land-Ocean Interactions in the Coastal Zone, Arctic Monitoring and Assessment Programme, International Permafrost Association. Helmholtz Zentrum, Geesthacht, Germany, ISBN 978-3-9813637-2-2, 2011, pp. 11-39.
- Национальный атлас Арктики АО «Роскартография» Москва, ISBN 978-5-9523-0386-7, 2017, 496 с.
- Российская Арктика: Пространство. Время. Ресурсы: Атлас / ПАО «НК «Роснефть» Фонд «НИР», ООО «Феория» Москва, ISBN 978-5-91-796-066-1, 2019, 796 с.

Результаты исследований с участием Огородова докладывались на международных конференциях по динамике берегов и мерзлотоведению в России, США и других странах.

## Признание, награды
- Премия II степени имени И. И. Шувалова (2012) за монографию «Роль морских льдов в динамике рельефа береговой зоны»[4].
- Почётное звание профессора Российской академии наук[5] (2018).
- Избрание членом-корреспондентом РАЕН (2018).

Научная работа Огородова была также отмечена присуждением ему премий учёного совета МГУ (2012), фонда «Вольное дело» О. В. Дерипаска (2007) и других. Пятикратный лауреат конкурсов молодых учёных МГУ.

## Организационная деятельность
Руководил проектами в рамках Федеральных целевых программ «Мировой океан» (2003—2007), «Научные и научно-педагогические кадры инновационной России» (2009—2013), грантами РФФИ и РНФ. 
С 2000 года по настоящее время участвует в международном проекте “Arctic Coastal Dynamics”. В рамках проекта INTAS (Postdoc Fellowship) “Coastal dynamics in the Western Russian Arctic seas under global climate change and local human impacts” (2004—2006) вёл исследования в Институте полярных и морских исследований имени А. Вегенера (нем. Alfred-Wegener-Institut), Германия. Руководил российско-германским проектом РФФИ-Helmholtz “Assessing the Sensitivity of Arctic Coastal Dynamics to Change” (2009—2011). 
Член Русского географического общества (2015).
Эксперт РНФ, РАН, член экспертного совета РФФИ. 
Входит в состав редколлегии журнала «Геосистемы переходных зон».